# 배정명
배정명(裵 ジョンミョン, 1985년 1월 18일 ~)은 일본의 배우이다. 오카야마현 출신으로 일본 영화 학교(현: 일본 영화 대학) 배우과를 졸업했으며 소속사는 돈규 클럽이다.

## 출연

### 영화
- 2006년 《도쿄 대학 이야기》
- 2006년 《기구 클럽, 그 후》
- 2007년 《도감에 없는 곤충》
- 2007년 《텐텐》
- 2008년 《노래 혼》
- 2008년 《우리들과 경찰아저씨의 700일 전쟁》
- 2009년 《러브 익스포져》
- 2009년 《공기인형》
- 2010년 《파편》
- 2011년 《길티 오브 로맨스》
- 2011년 《차가운 열대어》
- 2011년 《하드 로맨티커》
- 2012년 《두더지》